# Recht op arbeid
Het recht op arbeid of recht op werk is een economisch en sociaal recht dat in 1948 is vastgelegd in de Universele Verklaring van de Rechten van de Mens (UVRM), het Internationaal Verdrag inzake economische, sociale en culturele rechten en het Europees Sociaal Handvest (ESH).
Een staat die het recht op arbeid erkent, is niet verplicht de burger werk te garanderen. Door voorstanders van de kapitalistische maatschappij wordt dat streven doorgaans als niet realistisch verworpen. Het recht houdt dan uitsluitend in dat op de overheid een inspanningsplicht rust een economie en maatschappij te ontwikkelen waarin banen kunnen worden geschapen die de menselijke waardigheid garanderen. Indien het recht op arbeid niet eerst veilig gesteld wordt, verhindert dat de werking van veel andere rechten.

## Geschiedenis

### Ontstaan
Het recht op arbeid verrees in de Franse Revolutie. Dat gebeurde tegen de achtergrond van de verlichting en de individuele emancipatie. Het verschilde van de situatie in het ancien régime, waar doorgaans enkel de meester besliste.
Het recht op arbeid wijkt ook grondig af van het liberale idee van de vrijheid van arbeid.
De vrijheid van arbeid bepaalde dat werkgever en werknemer als twee vrije en gelijke individuen beslisten over het arbeidscontract. Daarbij kreeg de werkgever 'de facto' de beslissingsmacht.

### Moderniteit
Het liberalisme spreekt liever over de vrijheid van arbeid, waar het socialisme het liever heeft over het recht op arbeid.
Vooral in de revolutiegolf van 1848 werd het recht op arbeid een eis van het socialisme. Daartegenover stelde het anarchisme Het recht op luiheid.
Nadat het recht op arbeid in 1948 werd opgenomen in de Universele Verklaring van de Rechten van de Mens, werd het in 1978 uitgewerkt en vastgelegd in artikel 6 van het Internationaal Verdrag inzake economische, sociale en culturele rechten (IVESCR).

### Heden
In de 21e eeuw slaat het recht op arbeid vooral op een recht op arbeiden; het recht om niet zomaar ontslagen te worden. Dit botst met de gedachte binnen het vrijemarktdenken dat ontslaan of 'laten afvloeien' alleen van economische factoren afhangt.
Het links-liberale (en door de sociaaldemocratie overgenomen) idee van de actieve welvaartsstaat stelt dat wel de werklozen, maar niet zozeer de werkgevers geactiveerd moeten worden.

## Werkomstandigheden
Uit het recht op arbeid komt het recht op rechtvaardige werkomstandigheden voort. Dit bevat garanties:
- tegen discriminatie
- voor een redelijk loon
- voor betaald verlof
- voor redelijke werkuren
- voor een veilige en gezonde werkplek (zowel geestelijk als lichamelijk).

Deze garanties zijn er om te verzekeren dat werknemers hun werk onder behoorlijke omstandigheden kunnen doen. Werk mag idealiter geen onhoudbare last of doel op zichzelf zijn. Het recht op rechtvaardige werkomstandigheden is een middel om te verzekeren dat (ten minste) basisbehoeften als voeding, kleding, huisvesting en onderwijs kunnen worden gerealiseerd.
Uitgangspunt is dat een baan een werktuig is voor levenservaring. Door tewerkgesteld te zijn, ontwikkelen individuen kwaliteiten, variërend van technische capaciteiten tot persoonlijke vaardigheden. Werkloosheid en slechte werkomstandigheden kunnen de ontwikkeling van personen bemoeilijken.